# Kalarkoppa, Gokak
Kalarkoppa là một làng thuộc tehsil Gokak, huyện Belgaum, bang Karnataka, Ấn Độ.